# Крэндолл, Брюс Перри
Брюс Перри Крэндолл (англ. Bruce P. Crandall; род. 17 февраля 1933 года) — офицер армии США в отставке, пилот. Удостоился медали Почёта за свои действия во время битвы в долине Иа-Дранг в Южном Вьетнаме 14 ноября 1965 года. В ходе битвы совершил 22 вылета на небронированном вертолёте под вражеском огнём. Эвакуировал более чем 70 раненых, доставлял боеприпасы и снабжал американские силы. К концу Вьетнамской войны выполнил более 900 боевых миссий.
Ушёл в отставку из армии в звании подполковника. Сменил несколько мест работы в различных штатах. Ушёл на покой и проживает у себя дома в штате Вашингтон.

## Биография

### Ранние годы
Крэндолл родился в 1933 году и вырос в г. Олимпия, столице штата Вашингтон. Посещал общественные школы, во время учёбы в старшей школе стал игроком в баскетбол на любительском уровне (All-American). Закончив Уильям Уинлок Миллер хай-скул он поступил в Вашингтонский университет в г. Сиэтл, в 1953 пошёл в армию США в ходе Корейской войны.
31 марта 1956 вступил в брак с Арлен. У них было три сына и пять внуков. Арлен умерла 2 ноября 2010 года от рака. По состоянию на 2011 год Крэндолл проживал в штате Вашингтон.
В 1954 году Крэндолл был отобран для школы кандидатов в офицеры-инженеры в Форт-Бельвиор, штат Виргиния, которую он закончил. Его отправили для подготовки на летательных аппаратах с неподвижным крылом и вертолётах, проводимой ВВС и армией США, по окончании подготовки его зачислили в группу картографирования армейской авиации, размещённой в Президио-Сан-Франциско. Тогда группа считалась «самой большой военной летающей авиацией в мире».
Крэндолл начал с пилотирования самолёты Cessna L-19 Bird Dogs и de Havilland Canada DHC-2 Beavers на Аляске для военных топографических обследований. Его первой заморской службой стала авиабаза Уилус в г. Триполи, Ливия. Там он два года наносил на карту районы пустыни, пилотируя самолёты de Havilland Canada DHC-3 Otter, Beaver, Birddog и OH-23 Raven как пилот-инструктор и пилот-испытатель.
Следующими заморскими службами для Крэндолла стали полёты над тысячами квадратных миль до тех пор не нанесённых на карту гор и джунглей в Центральной и Южной Америках. Эти миссии Крэндолл выполнял с базы ВВС Говард, Панама и Коста-Рика. В ходе службы в составе 11-й воздушной штурмовой дивизии Крэндолл помогал разрабатывать ударную воздушную тактику в качестве командира взвода. В начале 1965 года он присоединился к экспедиционным силам в Доминиканской республики в качестве офицера связи 18-го воздушно-десантного корпуса.

### Вьетнамская война
В течение этого года он был переведён во Вьетнам. США вступили во вьетнамскую гражданскую войну, защищая Южный Вьетнам от коммунистического Северного Вьетнама. Крэндолл командовал ротой А 229-го штурмового вертолётного батальона первой кавалерийской дивизии в Ан Кхе, Вьетнам. Используя позывной «Старый змей 6» он вёл воздушный отряд для поддержки восьми сухопутных батальонов.
В составе роты А 229-го штурмового вертолётного батальона Крэндолл 14 ноября 1965 года возглавил первую крупную операцию дивизии во Вьетнамской войне, высадив части первого и второго батальонов седьмого и пятого кавалерийских полков армии США в зону высадки Х в ходе битвы в долине Иа-Дранг.
В ходе последующей битвы он и его товарищ Эд Фримен были отмечены за эвакуацию свыше 70 раненых солдат. Двенадцать из этих четырнадцати полётов (18 согласно другим источникам) были выполнены после того как служба эвакуации отказались высаживаться в зоне напряжённых боёв. В течение 16 часов (с 06.00 до 22.30) Крэндолл вывез более чем 75 пострадавших бойцов на своих вертолётах. Он заявил: «Это был самый долгий день, какой я провёл на каком бы то ни было летательном аппарате». В ходе дня он сменил несколько вертолётов, поскольку они получали сильные повреждения.
Крэндолл и Фримен были также отмечены за доставку боеприпасов для седьмого кавалерийского полка, которые буквально помогли полку выжить. Вертолёт, который он пилотировал был невооружён. Первоначально Крэндолл был награждён крестом «За выдающуюся службу». 26 февраля 2007 года его награда была изменена на более высокую — медаль Почёта, которую ему вручил сам президент Джордж Буш-младший на церемонии в Восточном кабинете Белого дома.
31 января 1966 года в ходе операции «Машер» (первой совместной операции американской и южновьетнамской армий) Крэндолл весь день поддерживал первый батальон 12-го пехотного полка. Когда он вернулся для дозаправки и ночной стоянки он узнал, что рота Х 1-го батальона 7-го полка вступила в тяжёлый бой с врагом, двенадцать раненых солдат нуждаются в эвакуации. Солдаты были прижаты к земле, удерживая небольшой периметр. Отрядом командовал друг Крэндолла, участвовавший в битве в долине Иа-Дранг пехотный капитан Тони Надал.
Крэндолл подзаправился и вернулся на поле боя. Он получил сведения, что зона сбора с трёх сторон окружена деревьями, что Med Evac отказались приземляться там даже днём. Чтобы снизить риск задевания за деревья он решил садиться вертикально. Ночь была безлунной а небо — пасмурным, что крайне осложняло полёт.
Крэндолл не хотел, чтобы враг заметил огни его вертолёта, также он мог поставить под угрозу солдат, защищавших посадочную зону и раненых солдат, осветив их. Вместо того чтобы использовать посадочные огни он попросил Нидаля подсветить фонарём центр посадочной зоны. Крэндолл дважды совершал посадку под плотным вражеским огнём и успешно вывез всех 12 раненых солдат.
Получив назначение в Колорадо, Крэндолл посещал там армейский штабной колледж. Вскоре он снова отправился во Вьетнам, где пилотировал «значительно улучшенный» вертолёт АН-1 «Кобра» осуществляя поддержку первого батальона 9-го кавалерийского эскадрона первой кавалерийской дивизии.
В январе 1968 года по завершении четырёх месяцев его второго тура во Вьетнаме вертолёт Крэндолла был сбит в ходе спасательной операции, из-за близких разрывов авиационных бомб ВВС США. Крэндоллу пришлось провести пять месяцев в госпитале со сломанной спиной и другими ранениями. В 1969 году он получил начальную степень в университете штата Небраска. Крэндолл получил назначение в Бангкок (Таиланд) где стал инженером, в его подчинении было 3800 человек. Затем он служил заместителем начальника штаба, заместителем командира установки и командиром 5-го боевого сапёрного батальона (все части размещались в Форт-Леонард Вуд) в Миссури.

### Поздние годы
Следующим назначением должна была быть Южная Америка, в связи с чем он и его жена Арлен посещали институт языков министерства обороны в г. Монтерей, штат Калифорния, изучая испанский язык. Его ждал пост советника по авиации и инженерным вопросам в Аргентине, однако Крэндолл перенёс инсульт и назначение не состоялось. Карьера пилота для Крэндолла была закончена. Всё же языковая подготовка пригодилась Крэндоллу, когда после выздоровления он был направлен в г.Каракас, Венесуэла как директор управления министерства обороны по картографии в ходе межамериканского геодезического обзора.
Последним постом в армии США для Крэндолла стал пост старшего советника в национальной гвардии штата Калифорния. В 1977 году он ушёл в отставку из армии в звании подполковника.
После отставки из армии Крэндолл в 1977 году получил степень магистра по государственному управлению в университете «Голден гейт» (Сан-Франциско, штат Калифорния). Работал на общественной службе, три года провёл менеджером в Дунсмуире, штат Калифорния. Затем он с женой покинули Калифорнию и переехали в г. Меса, штат Аризона, где он проработал 17 лет в департаменте общественных работ, последние четыре на посту менеджера по общественным работам. Его жена скончалась 2 ноября 2010 года и была погребена на Арлингтонском национальном кладбище.
15 апреля 2010 года спустя свыше 30 лет после отставки Брюс Крэндолл был произведён в полковники (в отставке) в знак признания его заслуг и награждения медалью Почёта. Церемония прошла на собрании ассоциации авиации в Форт-Уорд, штат Техас.

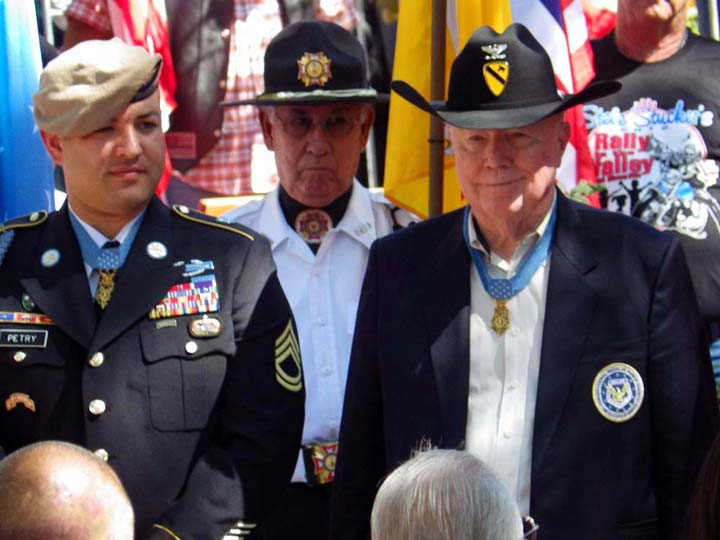
Крэндолл (справа) и Лерой Петри в г. Санта-Фе, штат Нью-Мексико, 24 июня 2013 года

Крэндолл присутствовал на открытии памятника Лерою Петри, награждённому медалью Почёта в г.Санта-Фе, штат Нью-Мексико.
В настоящее время Крэндолл проживает в штате Вашингтон. 17 ноября 2013 года он поднял флаг «Двенадцатого» на футбольной игре команд «Seattle Seahawks» и «Minnesota Vikings» в рамках церемонии «Salute to Service» команды «Seattle Seahawks».

## Наградная запись к медали Почёта

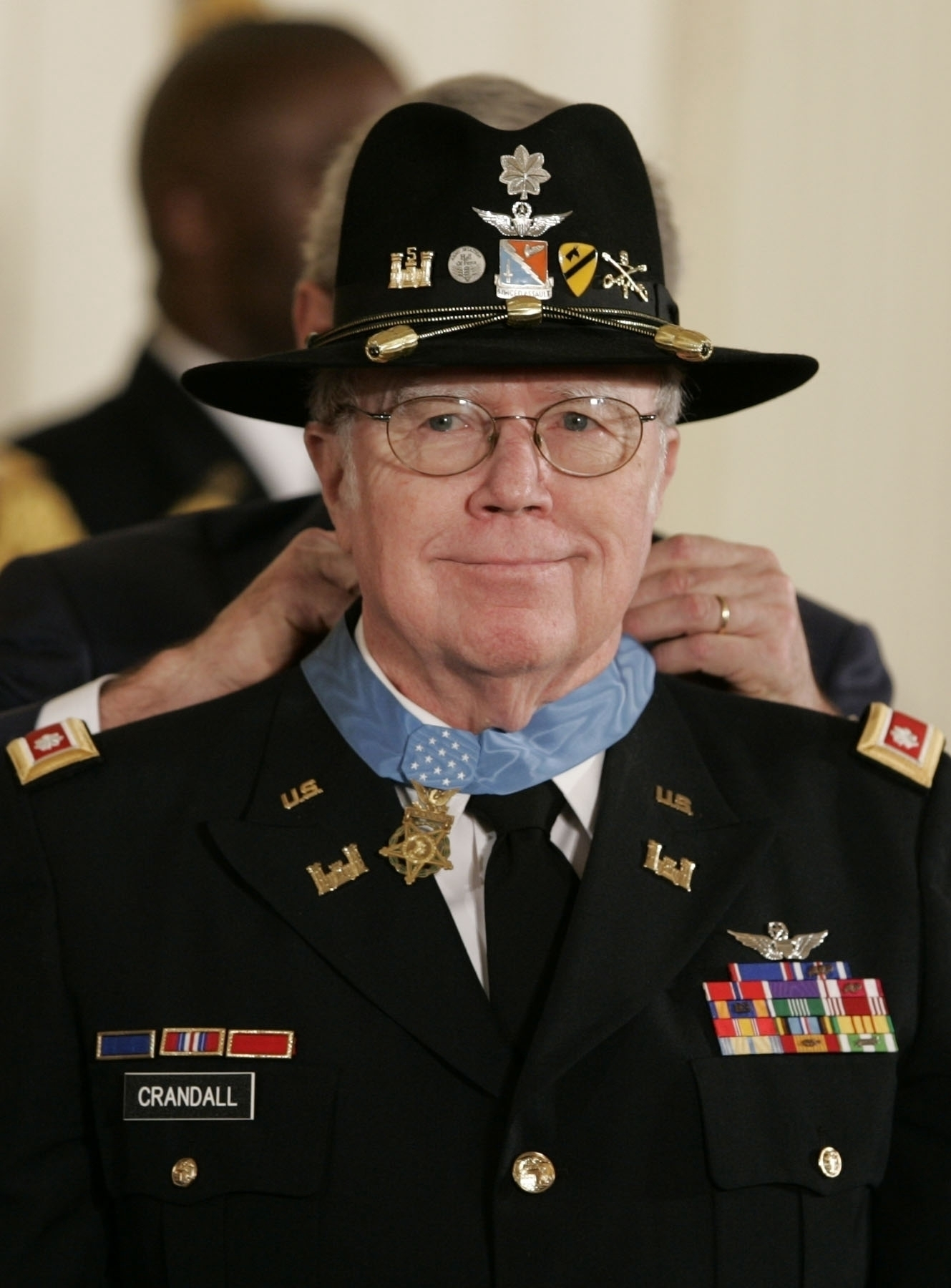
Брюс Крэндолл получает медаль Почёта

26 февраля 2007 года Крэндолл был награждён медалью Почёта президентом Джорджем Бушем-младшим за свои действия в битва в долине Иа-Дранг.

 За выдающуюся храбрость и отвагу проявленную с риском для жизни при выполнении долга службы и выходя за его пределы: майор Брюс П. Крэндолл отличился благодаря необычайному героизму на посту командира эскадрильи в республики Вьетнам, в ходе службы в роте А 229-го штурмового вертолётного батальона первой кавалерийской дивизии (аэромобильной). 14 ноября 1965 года его эскадрилья из шестнадцати вертолётов доставляли войска в зону высадки X-Ray для проведения миссии по поиску и истреблению в Плей Ми. В ходе четвёртой перевозки войск вертолёты попали под вражеский огонь и когда вертолёт был дозаправлен и вернулся для последующей переброски войск противник уже атаковал зону высадки X-Ray. Когда майор Крэндолл и восемь вертолётов прибыли в пятый раз, чтобы высадить войска его невооружённый вертолёт попал под такой плотный вражеский огонь, что командир на земле отдал приказ второй группе из восьми вертолётов прекратить миссию. Когда майор Крэндолл прилетел обратно в Плей Ми, своей базе действий, он понял, что командир осаждённого пехотного отчаянно нуждается в большем количестве боеприпасов. Поэтому майор Крэндолл решил перенести свою базу действий к базе огневой артиллерийской поддержки Фалькон чтобы сократить дистанцию полёта для доставки боеприпасов и эвакуации раненых солдат. Хотя медицинская эвакуация не была его задачей он немедля созвал добровольцев и с полным пренебрежением к собственной безопасности возглавил два полёта в зону высадки X-Ray. Несмотря на то что по факту зона посадки находилась под неослабевающим вражеским огнём майор Крэндолл посадил вертолёт и проследил за погрузкой серьёзно раненых солдат на борт его летательного аппарата. Добровольное решение майора Крэндолла садиться под чрезвычайно мощным огнём пробудило волю и дух других пилотов продолжать высадки их вертолётов а наземным войскам внушило веру, что им будут подвозить боеприпасы, а их раненые будут немедленно эвакуированы. Это весьма подняло боевой дух и волю сражаться в критический момент. После своей первой медицинской эвакуации майор Крэндолл продолжал совершать полёты в зону высадки в течение дня и вечера. В этот день он совершил всего 22 вылета, большинство под плотным вражеским огнём, оставив поле боя только после ого как оказал всю возможную помощь пехотному батальону. Своими действиями он обеспечил критически важное снабжение и эвакуацию раненых. Смелые действия майора Крэндолла перед лицом превосходящего по численности и мотивированного противника поддержали высочайшие традиции военной службы и принесли высокую честь ему, его части и армии США.
Оригинальный текст (англ.)
For conspicuous gallantry and intrepidity at the risk of his life above and beyond the call of duty: Major Bruce P. Crandall distinguished himself by extraordinary heroism as a Flight Commander in the Republic of Vietnam, while serving with Company A, 229th Assault Helicopter Battalion, 1st Cavalry Division (Airmobile). On 14 November 1965, his flight of sixteen helicopters was lifting troops for a search and destroy mission from Plei Me, Vietnam, to Landing Zone X-Ray in the Ia Drang Valley. On the fourth troop lift, the airlift began to take enemy fire, and by the time the aircraft had refueled and returned for the next troop lift, the enemy had Landing Zone X-Ray targeted. As Major Crandall and the first eight helicopters landed to discharge troops on his fifth troop lift, his unarmed helicopter came under such intense enemy fire that the ground commander ordered the second flight of eight aircraft to abort their mission. As Major Crandall flew back to Plei Me, his base of operations, he determined that the ground commander of the besieged infantry battalion desperately needed more ammunition. Major Crandall then decided to adjust his base of operations to Artillery Firebase Falcon in order to shorten the flight distance to deliver ammunition and evacuate wounded soldiers. While medical evacuation was not his mission, he immediately sought volunteers and with complete disregard for his own personal safety, led the two aircraft to Landing Zone X-Ray. Despite the fact that the landing zone was still under relentless enemy fire, Major Crandall landed and proceeded to supervise the loading of seriously wounded soldiers aboard his aircraft. Major Crandall's voluntary decision to land under the most extreme fire instilled in the other pilots the will and spirit to continue to land their own aircraft, and in the ground forces the realization that they would be resupplied and that friendly wounded would be promptly evacuated. This greatly enhanced morale and the will to fight at a critical time. After his first medical evacuation, Major Crandall continued to fly into and out of the landing zone throughout the day and into the evening. That day he completed a total of 22 flights, most under intense enemy fire, retiring from the battlefield only after all possible service had been rendered to the Infantry battalion. His actions provided critical resupply of ammunition and evacuation of the wounded. Major Crandall's daring acts of bravery and courage in the face of an overwhelming and determined enemy are in keeping with the highest traditions of the military service and reflect great credit upon himself, his unit, and the United States Army.

## Другие почести
В 1994 году Крэндолл был включён в программу ВВС США «Gathering of Eagles», став одним из семи армейских авиаторов удостоившихся такой чести  а в 2004 году был введён в зал славы армейской авиации.
За проявленное мужество входе операции «Машер» Крэндолл получил награду Aviation & Space Writers Helicopter Heroism Award за 1966 год . На 20-й ежегодной церемониего спасательные пилоты были оценены выше чем пилоты за предыдущие 20 лет награждений.
Бейсбольное поле хай-скул Olympia было названо в честь подполковника Крэндолла на церемонии в ходе сезона 2003 года. Крэндолл играл в бейсбол за свою школу ассоциации All-American.
Крэндоллу было доверено открыть гонку Indianapolis 500 2011 года.
5 апреля 2011 года Крэндолл стал почётным членом первого эскадрона шестого кавалерийского полка. Полковник Крэндолл был внесён в списки эскадрона на балу эскадрона когда он участвовал в награждении офицеров и сержантов орденом св. Михаила. Он получил белую пряжку первого эскадрона. Эта часть с успехом участвовала в Иракской войне и операции New Dawn.
Подвиг Крэндолла (как и многих других военнослужащих) в битве в долине Иа-Дранг описан в книге авторов Харольда Мура и Джозефа Галлоуэя We Were Soldiers Once…And Young и фильме «Мы были солдатами» 2002 года, роль Крэндолла сыграл актёр Грег Киннер. Крэндолл выступил консультантом по авиации в ходе съёмок фильма в 2001 году.
В феврале 2006 года в Вашингтонском университете вышла резолюция рекомендующая установку памятника, чтобы почтить выпускника Паппи Боингтона, воздушного аса, удостоившегося медали Почёта за службу во время Второй мировой войны . В ходе обсуждения в студенческом сенате резолюция была отвергнута. Одни предполагали, что спонсор резолюции не совсем осознаёт финансовые и логистические проблемы установки памятника, другие спрашивали: все воины и акты героизма должны автоматически заслуживать памятников? История разошлась по блогам и выпускам новостей консервативного толка. Фокус был сделан на двух заявлениях двух студенческих сенаторов . Один сенатор Эшли Миллер заявил, что в Вашингтонском университете установлено много памятников «богатым белым людям», в то время как предки Боингтона были индейцами сиу и сам он не был богат and was not rich);. Другой сенатор Джилл Эдвардс спрашивала должен ли университет увековечивать память того, кто убивал других людей и подытожила, что «морские пехотинцы — это не тот сорт людей, которых Вашингтонский университет хотел бы выпускать».
После отказа вышел новый проект резолюции о возведении памятника всем восьми выпускникам Вашингтонского университета награждённым медалями Почёта . 4 апреля 2006 года резолюция прошла, набрав 64 голоса «за» при 14 воздержавшихся. Памятник был установлен на южном краю Memorial Way (17-я авеню NE), к северу от центральной площади университета в середине транспортного кольца между Parrington и Kane Halls. Строительство финансировалось из частных средств и было закончено к празднованию дня ветеранов в ноябре 2009 года. Памятник возведён в честь Деминга Бронсона, Брюса Крэндолла, Роберта Галера, Джона Хоука, Роберта Лейси, Уильяма Накамуры и Арчи ван Винкля.
 Обычные люди

Столкнувшись с необычайными обстоятельствами

С храбростью и самоотверженностью ответили на зов

и изменили ход судьбы

                               медаль Почёта 
Оригинальный текст (англ.)
Ordinary individuals

facing extraordinary circumstances

with courage and selflessness

answer the call

and change the course of destiny.

                               Medal of Honor

## Награды
Крэндолл получил следующие награды и знаки отличия:
| | | |  |
| Бронзовый пучок дубовых листьев · Бронзовый пучок дубовых листьев · Бронзовый пучок дубовых листьев | | |  |
| | | Бронзовый пучок дубовых листьев · Бронзовый пучок дубовых листьев                                                 |  |
| | | |  |
| Бронзовая звезда за службу                                                                          | | Бронзовая звезда за службу · Бронзовая звезда за службу · Бронзовая звезда за службу · Бронзовая звезда за службу |  |
| | Золотая звезда повторного награждения · Золотая звезда повторного награждения · Золотая звезда повторного награждения | |  |

| Знак мастера-авиатора армейской авиации                                     |                                                                             |                                                                             |                                                                             |                                                                                   |                                                                                   |                                                                                   |                                                                                   |                                                                         |                                                                         |                                                                         |                                                                         |
| Медаль Почёта                                                               | Медаль Почёта                                                               | Медаль Почёта                                                               | Медаль Почёта                                                               | Медаль Почёта                                                                     | Медаль Почёта                                                                     | Крест лётных заслуг с тремя дубовыми листьями                                     | Крест лётных заслуг с тремя дубовыми листьями                                     | Крест лётных заслуг с тремя дубовыми листьями                           | Крест лётных заслуг с тремя дубовыми листьями                           | Крест лётных заслуг с тремя дубовыми листьями                           | Крест лётных заслуг с тремя дубовыми листьями                           |
| Бронзовая звезда                                                            | Бронзовая звезда                                                            | Бронзовая звезда                                                            | Бронзовая звезда                                                            | Пурпурное сердце                                                                  | Пурпурное сердце                                                                  | Пурпурное сердце                                                                  | Пурпурное сердце                                                                  | Медаль «За похвальную службу» с двумя дубовыми листьями                 | Медаль «За похвальную службу» с двумя дубовыми листьями                 | Медаль «За похвальную службу» с двумя дубовыми листьями                 | Медаль «За похвальную службу» с двумя дубовыми листьями                 |
| Воздушная медаль (23 награждения)                                           | Воздушная медаль (23 награждения)                                           | Воздушная медаль (23 награждения)                                           | Воздушная медаль (23 награждения)                                           | Похвальная благодарность армейской воинской части                                 | Похвальная благодарность армейской воинской части                                 | Похвальная благодарность армейской воинской части                                 | Похвальная благодарность армейской воинской части                                 | Медаль «За безупречную службу»                                          | Медаль «За безупречную службу»                                          | Медаль «За безупречную службу»                                          | Медаль «За безупречную службу»                                          |
| Медаль «За службу национальной обороне» с одной бронзовой звездой за службу | Медаль «За службу национальной обороне» с одной бронзовой звездой за службу | Медаль «За службу национальной обороне» с одной бронзовой звездой за службу | Медаль «За службу национальной обороне» с одной бронзовой звездой за службу | Медаль экспедиционных вооружённых сил                                             | Медаль экспедиционных вооружённых сил                                             | Медаль экспедиционных вооружённых сил                                             | Медаль экспедиционных вооружённых сил                                             | Медаль «За службу во Вьетнаме» с четырьмя бронзовыми звёздами за службу | Медаль «За службу во Вьетнаме» с четырьмя бронзовыми звёздами за службу | Медаль «За службу во Вьетнаме» с четырьмя бронзовыми звёздами за службу | Медаль «За службу во Вьетнаме» с четырьмя бронзовыми звёздами за службу |
| Медаль «За службу в резерве вооружённых сил»                                | Медаль «За службу в резерве вооружённых сил»                                | Медаль «За службу в резерве вооружённых сил»                                | Медаль «За службу в резерве вооружённых сил»                                | Крест «За храбрость» (Южный Вьетнам) с пальмовым листом и тремя золотыми звёздами | Крест «За храбрость» (Южный Вьетнам) с пальмовым листом и тремя золотыми звёздами | Крест «За храбрость» (Южный Вьетнам) с пальмовым листом и тремя золотыми звёздами | Крест «За храбрость» (Южный Вьетнам) с пальмовым листом и тремя золотыми звёздами | Медаль вьетнамской кампании                                             | Медаль вьетнамской кампании                                             | Медаль вьетнамской кампании                                             | Медаль вьетнамской кампании                                             |

|  |  |  |  |
|  |  |  |  |

| Президентская благодарность подразделению (армия) | Президентская благодарность подразделению (армия) | Президентская благодарность подразделению (армия) | Президентская благодарность подразделению (армия) | Президентская благодарность подразделению (армия)      | Президентская благодарность подразделению (армия)      | Награда воинской части (подразделению) за доблесть     | Награда воинской части (подразделению) за доблесть     | Награда воинской части (подразделению) за доблесть | Награда воинской части (подразделению) за доблесть | Награда воинской части (подразделению) за доблесть | Награда воинской части (подразделению) за доблесть |
| Похвальная благодарность армейской воинской части | Похвальная благодарность армейской воинской части | Похвальная благодарность армейской воинской части | Похвальная благодарность армейской воинской части | Крест «За храбрость» (Южный Вьетнам) для подразделения | Крест «За храбрость» (Южный Вьетнам) для подразделения | Крест «За храбрость» (Южный Вьетнам) для подразделения | Крест «За храбрость» (Южный Вьетнам) для подразделения | Медаль «За гражданские действия» (Южный Вьетнам)   | Медаль «За гражданские действия» (Южный Вьетнам)   | Медаль «За гражданские действия» (Южный Вьетнам)   | Медаль «За гражданские действия» (Южный Вьетнам)   |

|  |  |

- Крэндолл также получил пряжку снайпера (Expert Marksmanship Badge) и значок меткого стрелка (Sharpshooter Marksmanship Badge).